# 라몬 비어리
레이먼 비어라이(Ramon Bieri, 1929년 6월 16일 ~ 2001년 5월 27일)는 미국의 배우이다.
세인트루이스에서 태어났으며 우들랜드힐스에서 사망하였다. 사인은 암이다.

## 출연 작품
- 미시시피의 유령 (1996년)
- 시실리안 (1987년)
- 불타는 태양 (1986, Oceans of Fire)
- 그랜드뷰, U.S.A. (1984년)
- 쾌걸 매버릭 (1981년)
- 스턴트맨 (1981년)
- 레즈 (1981년)
- 프리스코 키드 (1979년)
- 트루 그릿 (1978년)
- 니콜 (1978년)
- 소서러 (1977년)
- 황무지 (1973년) - 카토 역
- 죽음의 묵시록 (1971년)
- 안드로메다의 위기 (1971년)

### 텔레비전
- 해저드 마을의 듀크 가족 (1979년)
- 형사 Q (1976년)
- 미녀 삼총사 - TV 시리즈 (1976년)
- 제5전선 (1966년)
- 보난자 (1959년)
- 딜론 보안관 (1955년)